# Кефели, Игорь Фёдорович
И́горь Фёдорович Кефели́ (род. 18 ноября 1945, Ленинград) — советский и российский философ, специалист по социальной философии, истории и философии науки и техники, культурологии, глобалистике и геополитике. 
Доктор философских наук, профессор. Профессор и заведующий кафедрой культурологии и глобалистики Балтийского государственного технического университета «Военмех» им. Д. Ф. Устинова, ведущий научный сотрудник Санкт-Петербургского государственного политехнического университета, профессор факультета глобальных процессов Московского государственного университета им. М. В. Ломоносова. Директор Центра геополитической экспертизы Северо-Западного института управления РАНХиГС. Заслуженный работник высшей школы Российской Федерации. 

## Биография
Свою трудовую деятельность в 1964 году начал лаборантом в стенах Физико-технического института им. А. Ф. Иоффе Академии наук СССР. 
Учился в Ленинградском политехническом институте, в 1974 году окончил факультет технической кибернетики Северо-Западного заочного политехнического института по специальности «ЭВМ» (специализация — биологическая и медицинская кибернетика). 
В 1977 году окончил аспирантуру Института философии АН СССР и защитил диссертацию на соискание учёной степени кандидата философских наук по теме (специальность 09.00.08 — философия науки и техники).
В 1970—1974 годах работал в Ленинградском отделении Института истории естествознания и техники АН СССР имени С. И. Вавилова. 
В 1977—1986 годах ассистент, доцент кафедры философии и научного коммунизма Северо-Западного заочного политехнического института. 
С 1986 года работал на кафедре философии Ленинградского механического института (ныне это Балтийский государственный технический университет «Военмех» им. Д. Ф. Устинова). 
В 1989 году в Ленинградском государственном университете защитил диссертацию на соискание учёной степени доктора философских наук по теме «Диалектика естественного, социального и технического в автоматизации» (специальность 09.00.01 — диалектический и исторический материализм); официальные оппоненты — доктор философских наук, профессор М. Я. Ковальзон, доктор философских наук, профессор И. М. Рогов и доктор философских наук, профессор Б. И. Фёдоров; ведущая организация — Ленинградская кафедра Института философии АН СССР.
В настоящее время — директор Центра геополитической экспертизы Северо-Западного института управления РАНХиГС.

## Научные достижения
Основные его работы охватывают области социальной философии, истории и философии науки и техники, культурологии, глобалистики, геополитики. Ещё в его докторской диссертации им была обоснована идея становления автоматизированного способа производства в процессе перехода к новому технологическому укладу общественного развития. Им была обоснована идея о принципиальной совместимости биотического круговорота с автоматизированным способом производства, реализующемся на основе действия общесистемных, кибернетических и синергетических закономерностей в процессе становления ноосферы. В 1989 году он организовал в Военмехе кафедру культурологии — одну из первых в технических вузах страны и силами коллектива кафедры издал первые учебные пособия по культурологии (одно из них — «Культурология. Основы теории и истории культуры» — было выпущено в 1996 году).
При его активном участии в Военмехе началось обучение и выпуск студентов по специальности «Политология», началась подготовка аспирантов в области социально-философских исследований глобальных процессов, в связи с чем кафедра получила современное название — глобалистики и геополитики.
В 2000 году он организовал проведение первой в постперестроечной России (на базе Военмеха) конференции «Советская культура в контексте истории XX века». В последующие годы были проведены (и изданы материалы) ещё ряд конференций по теории и истории советской культуры. В 2002 году И. Ф. Кефели организовал работу Северо-Западного отделения Академии геополитических проблем.
Начиная с 2004 года, под его руководством проводятся ежегодные конференции по глобалистике и геополитике. Он наладил тесное сотрудничество с факультетом глобальных процессов Московского государственного университета имени М. В. Ломоносова, является приглашенным профессором, а кафедра является филиалом кафедры ЮНЕСКО этого факультета.
В 2010 году Игорь Федорович выступил инициатором издания в МГУ имени М. В. Ломоносова первой в нашей стране монографии «Глобальная геополитика», обосновав, тем самым, теоретический статус философии геополитики как ключевого направления анализа тенденций и реалий формирующегося полицентричного мира. В 2012 году, к 100-летию со дня рождения Л. Н. Гумилева, под его руководством вышел обобщающий
труд «Л. Н. Гумилев: pro et contra. Антология». В 2013 году в издательстве Санкт-Петербургского политехнического университета он издал монографию «Математические начала глобальной геополитики» (в соавт. с О. А. Малафеевым), применив математический аппарат теории игр к
исследованию геополитических закономерностей и заложив тем самым основы нового направления науки — математической геополитики.
В 2007 году Кефели организует издание и становится главным редактором первого в России профессионального аналитического и научно-практического журнала «Геополитика и безопасность», одним из соучредителей которого стал БГТУ «Военмех». Он является членом редколлегий журналов «Арктика и Север» (Архангельск), «Век глобализации», «Вестник Московского университета. Серия 27. Глобалистика и геополитика», «Национальная безопасность и стратегическое планирование», «Социально-гуманитарные знания». Избран членом ряда общественных академий и научных обществ: академиком Международной академии информатизации, академиком Европейской академии естественных наук, членом-корреспондентом Российской академии космонавтики им. К. Э. Циолковского, академическим советником Российской академии ракетных и артиллерийских наук, членом социологического общества им. М. М. Ковалевского. Отмечен государственными, отраслевыми и общественными наградами.

## Награды
- Заслуженный работник высшей школы Российской Федерации (2007)[4].
- Юбилейная медаль «60 лет Байконуру» (2016)[5]

## Основные работы
И. Ф. Кефели опубликовал более 200 научных работ, в том числе:
- Автоматизация: философско-методологические и социальные проблемы. — Л.: Изд-во ЛГУ, 1987.
- НТР: новая волна. Т. 1. Истоки и содержание новой волны. — М., 1988 (в соавторстве).
- Очерки теории и истории культуры. — СПб., 1992 (отв. ред., соавтор).
- История науки и техники. — СПб.: БГТУ, 1995.
- Культурология. Основы теории и истории. — СПб., 1996 (отв. ред., соавтор).
- Идеологические ориентиры в социокультурном пространстве России. — М., 2001 (в соавторстве).
- Социокультурная динамика российской геополитики. — СПб., 2002. — 129с.
- Культурология. — В 3 кн. — СПб., 2003 (отв. ред., соавтор).
- Словарь по культурологии. — В 2 кн. — СПб., 2003 (отв. ред., соавтор).
- Социальная природа глобализма // Перспективы человека в глобализирующемся мире. — СПб.: СПб философское общество, 2003.
- Кефели И. Ф. Судьба России в глобальной геополитике. — СПб.: «Северная звезда», 2004. — 286 с.
- Кефели И. Ф. Философия геополитики. — СПб.: Издательский дом «Петрополис», 2007. — 208 с.
- Кефели И. Ф. Геополитика Евразии. — СПб.: ИД «Петрополис», 2009. — 326 с.
- Глобальная геополитика / Под редакцией И. И. Абылгазиева, И. В. Ильина, И. Ф. Кефели — М.: Издательство Московского университета, 2010. 312 с. (Учебно-научная серия «Библиотека факультета глобальных процессов МГУ»)
- Глобальное оружие: предыстория и реальные проблемы современности // Научно-технические ведомости СПбГПУ. 2011. № 2(123). Наука и образование
- К вопросу о разработке геополитической доктрины России // Геополитика и безопасность. 2012. № 1 (17)
- Геополитика Евразийского Союза: от идеи к глобальному проекту. СПб.: ИД «Петрополис», 2012.
- Л. Н. Гумилев: pro et contra. Антология. СПб.: изд-во РХГА, 2012 (научный редактор, составитель) — 1008 с.
- Математические начала глобальной геополитики. Изд-во Политехн. ун-та, 2013. — 204 с. (соавт. — О. А. Малафеев).
- Евразийский союз versus «евразийская дуга нестабильности»: глобальная геополитика в контексте теории игр // Евразийская дуга нестабильности и проблемы региональной безопасности от Восточной Азии до Северной Африки. Колл. монография / Отв. ред. В. Н. Колотов. — СПб.: СПбГУ, Восточный ф-т; Изд-во «Студия НП-Принт», 2013. — 576 с. (соавт. — О. А. Малафеев).
- Глобальная арктическая игра // Труды научно-исследовательского отдела Института военной истории. Т. 9. Кн. 1. Обеспечение национальных интересов России в Арктике / Зап. воен. округ, Воен. акад. Ген. штаба Вооружен. Сил Рос. Федерации, Ин-т воен. истории, Гос. полярн. акад.- Санкт-Петербург: Политехника-сервис, 2014. — 218 с. (соавт. — Л. Г. Ивашов, О. А. Малафеев).
- Геополитическая динамика полицентричного мира: моделирование с учетом инновационных, статусных и коалиционных факторов // Вестник Московского университета. Серия XXVII.Глобалистика и геополитика. 2014. № 3-4.
- 140 лет Ремесленному училищу цесаревича Николая. Страницы истории, найденные в архивах. СПб: ООО «Аграф+», 2015. 504 с.: + CD (Отв. ред., соавтор).
- Проблемы объединения интересов государств ЕАЭС, ШОС И БРИКС в контексте теории кооперативных игр // Геополитика и безопасность. 2015. № 3 (31) (соавт. — О. А. Малафеев).
- Диалектика познания глобального мира: между неолиберализмом и «постсоветским марксизмом» // Актуальные проблемы современного социогуманитарного знания / Под науч. ред. Ч. С. Кирвеля. Гродно: ГрГУ, 2015. — 462 с.
- Асфатроника: на пути к теории глобальной безопасности: монография. — СПб.: СЗИУ РАНХиГС, 2020. — 226 с. ISBN 978-5-89781-676-7 : 500 экз.